# 街道陷阱
街道陷阱是指地图上的一条虚构的街道或地名，以證明地圖確實為版權方所有。
这种街道陷阱通常不會影響使用者或导航器的判斷，但是能讓地圖製作者輕易的识别，而進一步發現侵權行為。例如，一张地图也许會增加不存在的街道彎曲，或者把主要街道描绘成窄巷，甚至是直接多出一條街道。
版權方多半否認街道陷阱存在。承認街道陷阱的情況並不多，例如一个雅典驾驶员地图册便以此作为警告，希望潜在的盗版者注意图册中存在此类街道陷阱。